# Герб Кривча
Герб Кривча — офіційний символ селища Кривче Тернопільської області. Затверджений 24 листопада 2007 року рішенням сесії Кривченської сільської ради.
Автор проекту — А. Гречило.

## Опис
Щит перетятий, у верхньому синьому полі срібна замкова вежа, обабіч неї — по золотій підкові, повернутій вухами вгору, у нижньому чорному полі три срібні кристали, над ними — 4 срібні перекинуті вістря.

## Зміст
Верхня частина щита уособлює Верхнє Кривче, а нижня — Нижнє. Вежа замку є історичним символом з печатки громади ХІХ ст., підкови означають щастя і добробут, 4 геральдичні вістря та 3 кристали вказують на печеру "Кришталеву". 
Червона міська корона вказує на село, яке давніше мало міські права.